# 三浦倫吉

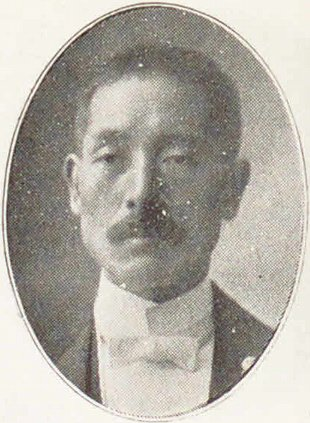
三浦倫吉

三浦 倫吉（みうら りんきち、1873年（明治6年）2月21日 - 1916年（大正5年）8月7日）は、衆議院議員（立憲同志会）、弁護士。

## 経歴
島根県那賀郡浜田町（浜田市）出身。山口高等学校を経て、1901年（明治34年）に東京帝国大学法科大学英法科を卒業した。卒業後は司法官となり、岡山区裁判所判事、京都区裁判所兼地方裁判所判事を歴任した。1904年（明治37年）に退官した後は、京都市で弁護士・弁理士・破産管財人として活動した。
1915年（大正4年）、第12回衆議院議員総選挙に出馬し、当選した。